# Nistarika bahupunctika
Nistarika bahupunctika là một loài dương xỉ trong họ Polypodiaceae. Loài này được B.K. Nayar, Madhus. & Molly mô tả khoa học đầu tiên năm 1985.
Danh pháp khoa học của loài này chưa được làm sáng tỏ. 